# Ohtaius lunulatus
Ohtaius lunulatus là một loài bọ cánh cứng trong họ Endomychidae. Loài này được Gerstaecker miêu tả khoa học năm 1857.